# Peachtree Road
Peachtree Road – dwudziesty ósmy studyjny album brytyjskiego muzyka Eltona Johna, wydany 8 listopada 2004. Nazwa pochodzi od "Peachtree Road", północnej części "Peachtree Street" i zarazem głównej drogi w Atlancie, gdzie piosenkarz ma jeden ze swych domów.

## Szata graficzna albumu
Zdjęcie na okładce albumu przedstawia linię kolejową przecinającą jezdnię niedaleko wschodniego przedmieścia miejscowości Douglasville. Zostało zrobione przez londyńską fotografkę - Sam Taylor-Wood. Artystka podczas swej tygodniowej wycieczki zrobiła tysiące zdjęć również takich miast jak Unadilla czy Forsyth w stanie Georgia. Gdy odwiedziła Peachtree Road w okolicach Buckhead, pomyślała, że jest to miejsce zbyt ruchliwe i niepasujące do spokojnej natury nowego albumu. Zdaje się jednak, że sam Elton John nie podzielił odczuć kobiety, bo szata graficzna płyty opiera się na fotografiach z tego właśnie miejsca.

## Informacje o albumie
- Piosenki z albumu zostały przedstawione po raz pierwszy na początku listopada w Atlancie.
- Płyta zdobyła na ogół pozytywne recenzje, jednak był to jeden z najgorzej sprzedających się albumów Eltona Johna. W USA wydawnictwo doszło do 17 pozycji, a w Wielkiej Brytanii do 21 co oznacza, że początkowo oczywiste zajęcie lokaty w "Top 10" stało się nierealne.
- "Peachtree Road" zostało wydane na nowo w roku 2005 z trzema dodatkowymi utworami pochodzącymi z musicalu Eltona Johna - "Billy Elliot".
- Płyta jest dedykowana pamięci Gusa i Sheili Dudgeon.

## Lista utworów
1. "Weight of the World" – 3:58
2. "Porch Swing in Tupelo" – 4:38
3. "Answer in the Sky" – 4:03
4. "Turn the Lights Out When You Leave" – 5:02
5. "My Elusive Drug" – 4:12
6. "They Call Her the Cat" – 4:27
7. "Freaks in Love" – 4:32
8. "All That I'm Allowed (I'm Thankful)" – 4:52
9. "I Stop and I Breathe" – 3:39
10. "Too Many Tears" – 4:14
11. "It's Getting Dark in Here" – 3:50
12. "I Can't Keep This from You" – 4:34

## Utwory dodatkowe - wersja 2005
1. "The Letter"
2. "Merry Christmas Maggie Thatcher"
3. "Electricity"

## Bonusowe DVD (wersja z 2005)
Wszystkie utwory zarejestrowano na koncercie w Tabernacle, Atlanta, listopad 2004
1. "Weight of the World"
2. "Porch Swing in Tupelo"
3. "Answer in the Sky"
4. "Turn the Lights Out When You Leave"
5. "My Elusive Drug"
6. "They Call Her the Cat"
7. "Freaks in Love"
8. "All That I'm Allowed (I'm Thankful)"
9. "I Can't Keep This from You"

## Single
| Piosenka                           | Format                                               |
| ---------------------------------- | ---------------------------------------------------- |
| "Keep it a Mystery"                | All That I'm Allowed (I'm Thankful) CD (UK)          |
| "So Sad the Renegade"              | All That I'm Allowed (I'm Thankful) Maxi-CD (UK)     |
| "A Little Peace"                   | All That I'm Allowed (I'm Thankful) Maxi-CD (UK)     |
| "How's Tomorrow"                   | Turn the Lights Out When You Leave (UK)              |
| "Peter's Song"                     | Turn the Lights Out When You Leave (UK)              |
| "Things Only Get Better with Love" | Turn the Lights Out When You Leave [Radio Edit] (UK) |